# Artabotrys polygynus
Artabotrys polygynus este o specie de plante angiosperme din genul Artabotrys, familia Annonaceae, descrisă de Friedrich Anton Wilhelm Miquel. Conform Catalogue of Life specia Artabotrys polygynus nu are subspecii cunoscute.